# Alexandra Szalay
Alexandra Szalay (...) è un'antropologa australiana.
Moglie del famoso naturalista e conservazionista Tim Flannery, è nota per molti studi sulle tribù indigene delle foreste pluviali della Nuova Guinea. Nel corso di una spedizione nella metà indonesiana dell'isola, nel 1995, insieme al marito e al naturalista indonesiano Boeadi, scoprì il dingiso (Dendrolagus mbaiso), una delle ultime specie di mammiferi ad essere state scoperte. L'anno successivo, con il libro Tree Kangaroos, vinse il Colin Roderick Award (insieme a Tim Flannery, a Roger Martin e all'illustratore Peter Schouten).